# 小行星8230
小行星8230（英語：8230 Perona）是一颗围绕太阳公转的小行星。1997年10月8日，Stroncone在斯特龙科内发现了此天体。
这颗小行星的绝对星等为339.356564865436等。